# خيسوس أماريلا
خيسوس أماريلا (بالإسبانية: Jesús Amarilla)‏ هو لاعب كرة قدم باراغواياني، ولد في 27 أغسطس 2001 في أسونسيون في باراغواي. لعب مع نادي ليبرتاد.

## وصلات خارجية
- خيسوس أماريلا على موقع قاعدة بيانات كرة القدم.إي يو (الإنجليزية)
- خيسوس أماريلا على موقع Soccerway.com (الإنجليزية)